# Chrudim IV

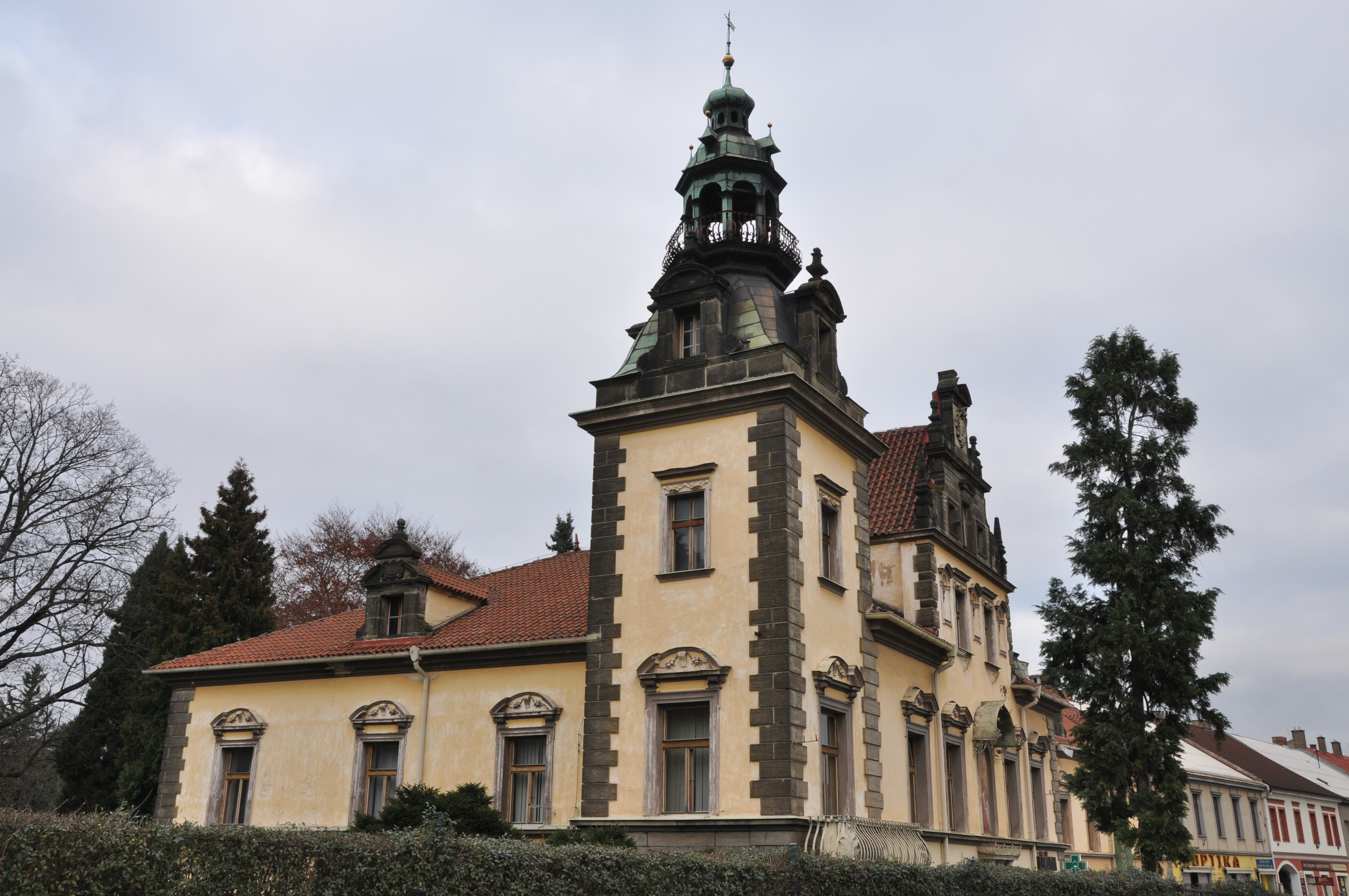
Neuperský dvůr

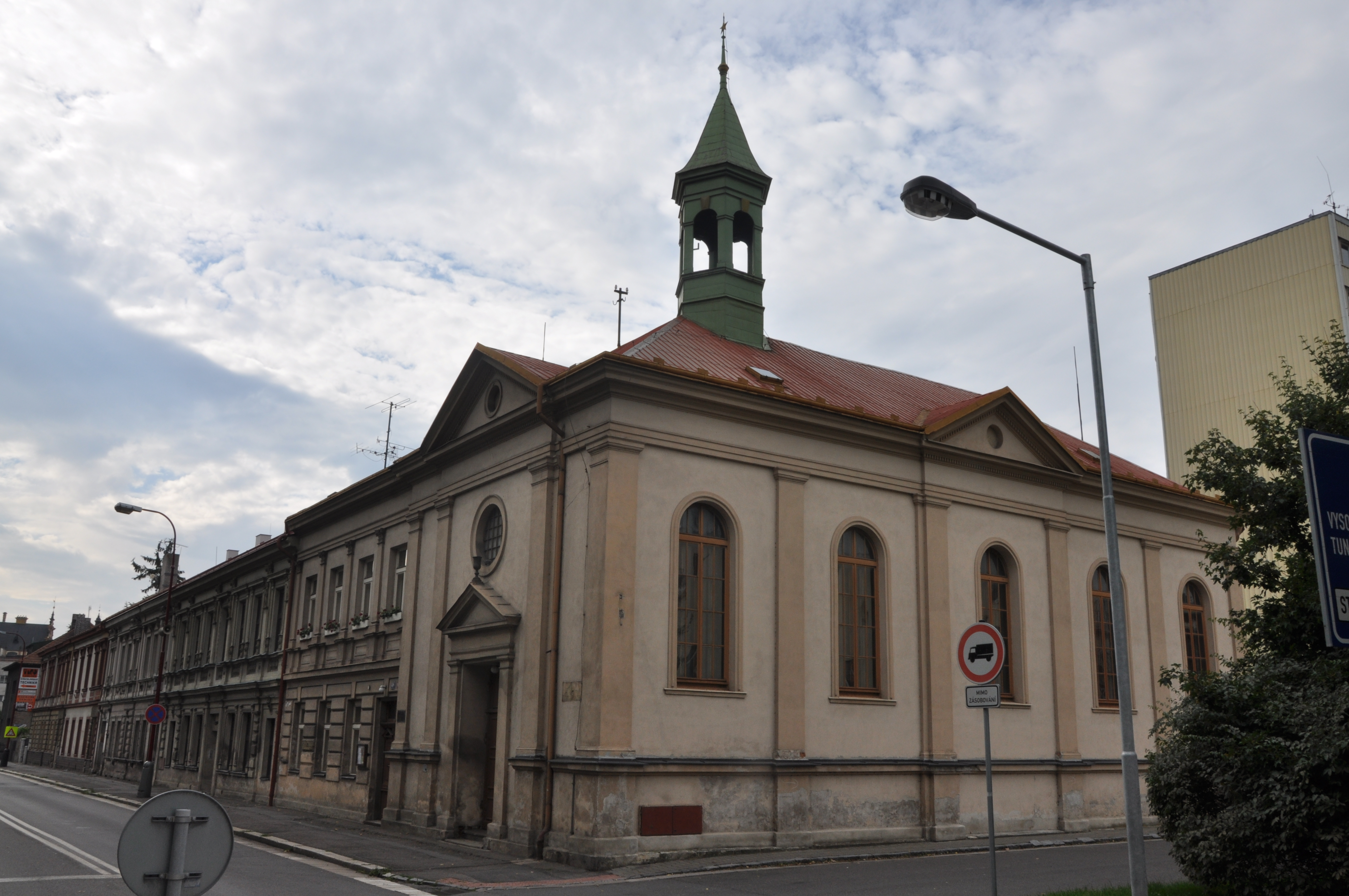
Evangelische Kirche

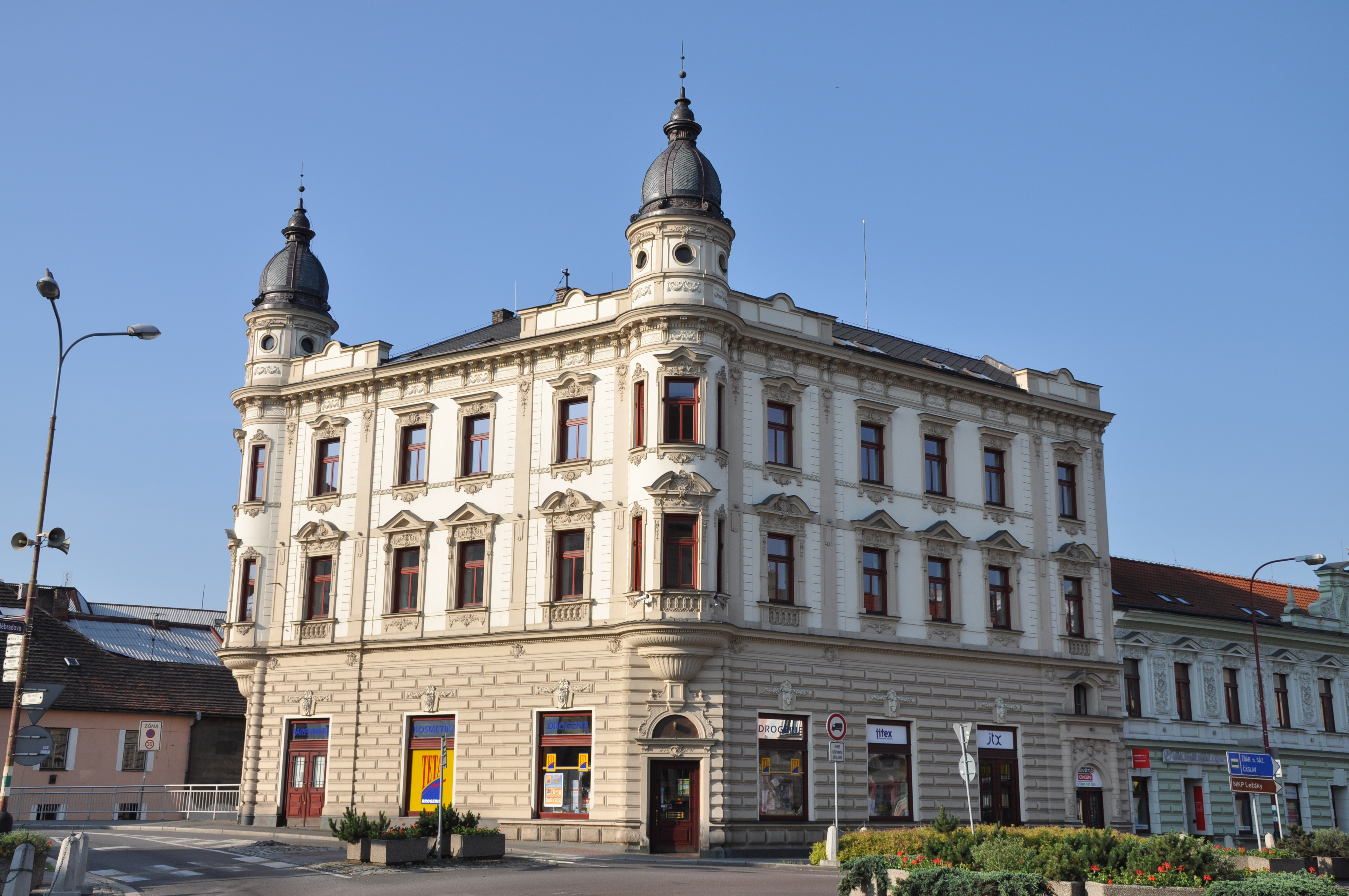
Hotel Bída

Chrudim IV, früher Jánské Předměstí (deutsch Johannesvorstadt) ist ein Ortsteil der Stadt Chrudim in Tschechien. Er liegt nördlich des Stadtzentrums von Chrudim und gehört zum Okres Chrudim.

## Geographie
Chrudim IV erstreckt sich linksseitig der Chrudimka auf der Heřmanoměstecká tabule (Hermannstädtler Tafel); den östlichsten Teil bilden die sich rechts des Chrudimkatales erhebenden Pumberky (Baumberg, 300 m n.m.). Durch Chrudim IV führen die Staatsstraße I/17 zwischen Heřmanův Městec und Hrochův Týnec sowie die Staatsstraße II/324 zwischen Pardubice und Chrudim. Im Norden und Osten wird der Ortsteil von der Staatsstraße I/37 zwischen Pardubice und Slatiňany weiträumig umfahren. Am nördlichen Ortsrand befindet sich das Kreuz der Bahnstrecken Havlíčkův Brod–Pardubice (Haltepunkt Chrudim zastávka) und Heřmanův Městec–Borohrádek (Bahnhof Chrudim město).  
Nachbarorte sind Medlešice, Mikulovice, Ostřešany und Vestec im Norden, Tuněchody und Kalousov im Nordosten, Topol im Osten, Kočí und Chrudim II im Südosten, Chrudim I und Chrudim III im Süden, Vrcha und Kozojedy im Südwesten, Lány und Markovice im Westen sowie Třibřichy, Na Hrázi und Dřenice im Nordwesten.

## Geschichte
Auf den Pumberky befand sich während der Jungsteinzeit eine befestigte Siedlung.
Nach der Gründung der Stadt Chrudim entwickelte sich unterhalb der Stadtmauern an der Chrudimka eine kleine Vorstadtsiedlung. Im 14. Jahrhundert wurde vor dem Unteren Stadttor an der Brücke über den Fluss ein Spital gegründet, zu dem eine kleine, dem hl. Johannes von Nepomuk geweihte Kirche mit dem Spitalfriedhof gehörte. Die Kirche verfügte über keine eigenen Priester und wurde von den Geistlichen der Mariä-Himmelfahrts-Kirche betreut. Der Chrudimer Dechant Johann Wenzel Petzold ließ die Kirche des hl. Johannes in der zweiten Hälfte des 17. Jahrhunderts auf eigene Kosten neu erbauen. Im Zuge der Josephinischen Reformen wurde 1788 die Kirche des hl. Johannes von Nepomuk aufgehoben und das Kirchengebäude verkauft. Zum Ende des 19. Jahrhunderts setzte eine Erweiterung der Johannes-Vorstadt ein. Die ehemalige Kirche wurde zum Theater umgebaut, das 1801 eröffnete. Ab 1814 diente das Kirchengebäude als Bethaus und ab den 1830er Jahren wiederum als Theater.
Im Jahre 1835 bestand die Johannis-Vorstadt aus 157 Häusern mit 1257 Einwohnern. Zur Johannis-Vorstadt konskribiert waren das einschichtige Schankhaus Presse, die k.k. Magazinschuppen, die aus einem Wirtschaftsgebäude und einer Mühle bestehende Einschicht Majow, der Hof Malegko sowie das am Fuße des Baumberges bei einer kalten Mineralquelle gelegene und aus einem Badhaus und einer Mühle bestehende Rote Brünnel. In der Johannis-Vorstadt lagen die ehemalige Kirche St. Johannes der Täufer, der städtische Meierhof und das Gemeinde-Bräuhaus. Auf dem Baumberg befand sich der Weingarten Stěpow. Gepfarrt war die Vorstadt zur Dekanalkirche.
Nach der Aufhebung der Patrimonialherrschaften bildete Janova Čtvrt / Johannis-Vorstadt ab 1849 einen Stadtteil der Kreisstadt Chrudim. Beim Großfeuer vom 6. August 1850 wurde auch das Kirchengebäude zerstört, an seiner Stelle wurde 1854 ein neues Theater erbaut. Ab 1868 gehörte der Stadtteil zum neuen Bezirk Chrudim. 1869 hatte Janova Čtvrt 2951 Einwohner. Mit der Vollendung der Bahnstrecke Heřmanův Městec–Borohrádek wurde 1899 nördlich der Vorstadt mit dem Bahnhof Chrudim Stadt der zweite Chrudimer Bahnhof eröffnet. Im Jahre 1900 lebten in der Vorstadt 4357 Personen, zehn Jahre später waren es 4320. 1929 erfolgte der Abbruch des Theaters, zwischen 1931 und 1934 entstand an anderer Stelle das Karel-Pippich-Theater. 1930 hatte Janská Čtvrt 4792 Einwohner. 
In der zweiten Hälfte des 20. Jahrhunderts erfuhr die Vorstadt eine starke Erweiterung nach Westen. Im Zuge der Neustrukturierung  der Stadt Chrudim wurde im März 1980 aus der Vorstadt Jánské Předměstí und dem neu eingemeindeten Dorf Markovice der Ortsteil Chrudim IV geschaffen. Im Jahre 2001 lebten in den 1022 Häusern von Chrudim IV 9358 Personen.

## Ortsgliederung
Der Ortsteil Chrudim IV besteht aus den Grundsiedlungseinheiten Chrudim-střed, Janské Předměstí, Májov (Majow), Markovice (Markowitz), Markovice-východ, Medlešické lány, Na Skřivánku, Na Větrníku, Pod Skřivánkem, Podměstí (Unterstadt), Průmyslová zóna Chrudim, Stromovka, Topol und V Hliníkách. Zu Chrudim IV gehören zudem die Wohnplätze Na Pumberkách, Na Šancích und sídliště Leguma.
Chrudim IV ist Teil der Katastralbezirke Chrudim und Topol, deren Grenze die Chrudimka bildet.

## Sehenswürdigkeiten und Kultur
- Neuperský dvůr, auch Kuchyňkovský vila bzw. Wiesnerova vila genannt; der Hof ist seit 1599 nachweislich, erster bekannter Besitzer war ab 1600 Samuel Kuchynka, danach gehörte der Hof u. a. den Herren Neuperger von Neuperk, der Gräfin Millesimo auf Mezilesice und ab 1797 wieder der Familie Kuchynka. Nachdem der Industrielle František Wiesner 1871 den Hof erworben hatte, ließ er ihn 1879 durch František Schmoranz d. J. zu seiner heutigen Gestalt umbauen.[5]
- Regionalmuseum Chrudim, der Museumskomplex entstand nach Plänen der Prager Architekten Jan Vejrych, der Neorenaissancebau wurde 1897–1898, der Neobarockbau 1898–1901 errichtet.[6]
- Stadtpark (Městský park )
- Evangelische Kirche und Pfarrhaus, errichtet 1889 nach Plänen von Jan Tomášek[7]
- Hotel Bída
- Karel-Pippich-Theater, erbaut 1931–34 nach Plänen von Jindřich Freiwald und Jaroslav Böhm
- Kapelle der Vierzehn Nothelfer an der Červená studánka (Rotes Brünnel) in Na Pumberkách, sie wurde im 17. Jahrhundert an der Heilquelle errichtet und 2011 saniert.
- Naturdenkmal Ptačí ostrovy  in der Chrudimka bei Na Pumberkách
- Kirche des hl. Markus in Markovice